# 대한민국와인축제
대한민국 와인축제는 충청북도 영동군에서 개최하는 지역 축전이다.